# Xã Greenfield, Quận Wabasha, Minnesota
Xã Greenfield (tiếng Anh: Greenfield Township) là một xã thuộc quận Wabasha, tiểu bang Minnesota, Hoa Kỳ. Năm 2010, dân số của xã này là 1.349 người.